# Падурени (Дамбовица)
Падурени (рум. Pădureni) насеље је у Румунији у округу Дамбовица у општини Драгодана. Oпштина се налази на надморској висини од 259 m.

## Становништво
Према подацима из 2002. године у насељу је живело 239 становника, од којих су сви румунске националности.